# Región de Saint-Louis
Saint-Louis es una región de Senegal en la frontera con Mauritania. Su capital es Saint-Louis.
La población de la región es de 571.885 habitantes, y su área de 19.044 km². Se divide en 3 departamentos (départements): Dagana, Podor y Saint-Louis.
Su Gobernador es Ass Sougoufara.
Es famosa por su capital, la ciudad de Saint Louis, la segunda más importante de Senegal. La isla de Saint Louis está declarada Patrimonio de la Humanidad por la Unesco, por su arquitectura colonial; y es que Saint Louis fue capital de las colonias francesas en el Oeste de África. Se accede a la ciudad por un largo puente de hierro, construido por los franceses en el siglo XIX y diseñado por Eiffel.
Cerca de la ciudad se encuentran el parque nacional de las Aves del Djoudj y el Parque de la Langue de Barberi.

## Departamentos con población en noviembre de 2013
- Departamento de Dagana 241,695
- Departamento de Podor 370,751
- Departamento de Saint-Louis 296,496

- Datos: Q178872
- Multimedia: Saint-Louis Region / Q178872